# Starstreak

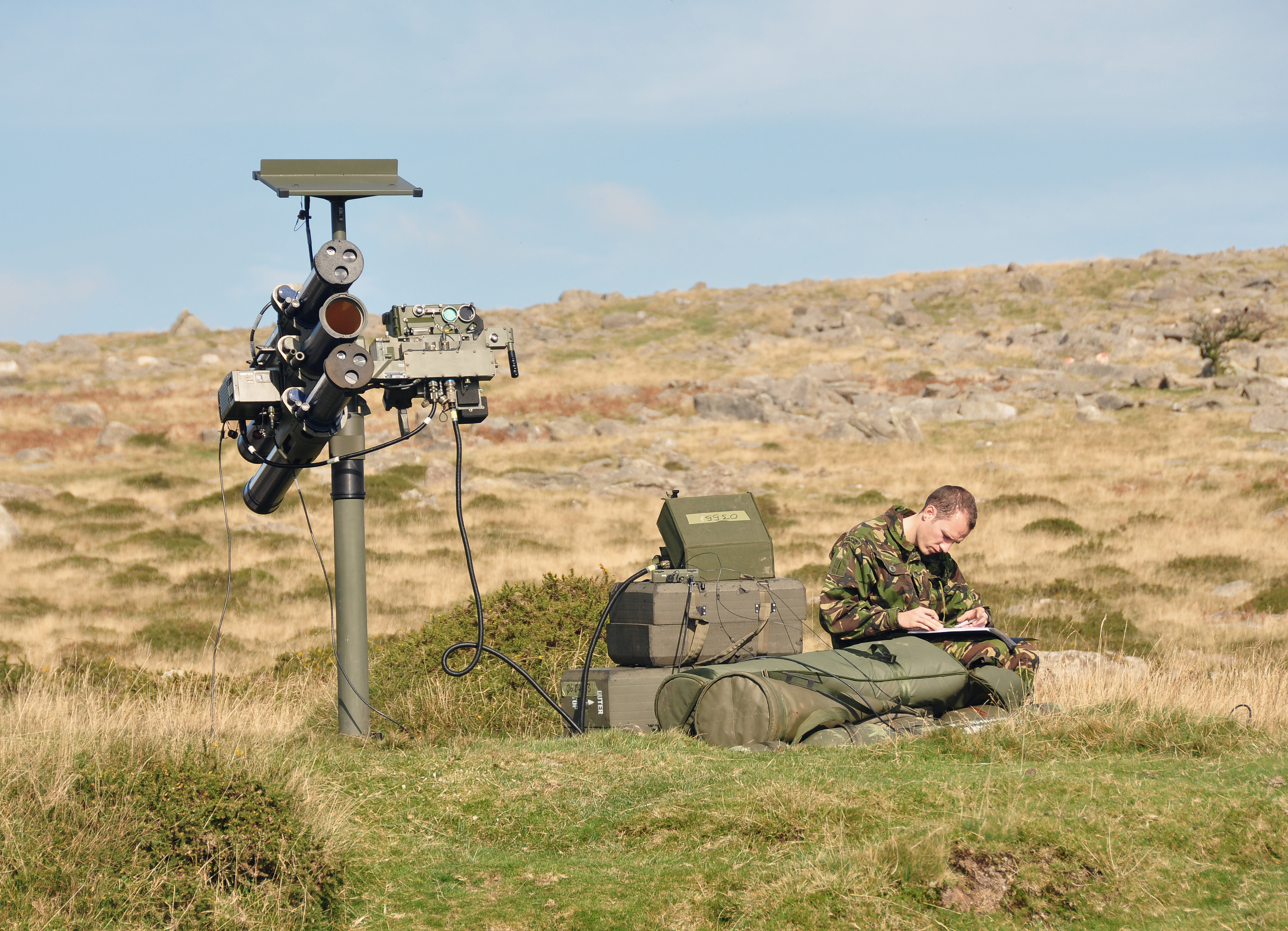
Mechanizm startowy dla wyrzutni Starstreak wraz ze stanowiskiem operatora

Starstreak – przenośny przeciwlotniczy zestaw rakietowy produkowany w Wielkiej Brytanii przez przedsiębiorstwo Thales Air Defence.
Pocisk po osiągnięciu prędkości maksymalnej uwalnia trzy podpociski, sterowane w wiązce lasera. Rolą operatora po wystrzeleniu pocisku jest utrzymanie celu (samolotu lub śmigłowca) w centrum celownika, który jest w ten sposób oświetlany promieniem lasera, który naprowadza podpociski. Zastosowanie trzech podpocisków zwiększa szansę na skuteczne trafienie celu, który jest rażony energią kinetyczną podpocisków oraz poprzez opóźnioną eksplozję głowicy podpocisku. Brak zapalnika zbliżeniowego w podpociskach powoduje jednak częściowe obniżenie efektywności zestawu, gdyż w celu zniszczenia celu niezbędne jest jego bezpośrednie trafienie (pociski innych przenośnych przeciwlotniczych zestawów rakietowych posiadają zapalniki zbliżeniowe, dzięki czemu możliwe jest porażenie celu bez jego bezpośredniego trafienia). Brak zapalnika zbliżeniowego wynika m.in. z niewielkich rozmiarów (długość: 396 mm, średnica: 22 mm) i masy podpocisków (ok. 900 g), co uniemożliwia zamontowanie wystarczająco dużej ilości materiałów wybuchowych, aby uzyskać wystarczającą efektywność głowicy z zapalnikiem zbliżeniowym. 

## Użytkownicy
- Południowa Afryka
- Wielka Brytania
- Ukraina